# Trượt tuyết đổ đèo tại Thế vận hội Mùa đông 2018 - Đồng đội hỗn hợp
Nội dung đồng đội của môn Trượt tuyết đổ đèo tại Thế vận hội Mùa đông 2018 diễn ra vào ngày 24 tháng 2 năm 2018 tại Yongpyong Alpine Centre ở Pyeongchang.

## Luật lệ
Nội dung đồng đội là một cuộc thi dích dắc (slalom) song song. Có bốn thành viên trong một đội (hai nam và hai nữ), và hai người dự bị. Có bốn cuộc đua và người thắng trong mỗi cuộc đua giành một điểm về cho đội của mình (nếu hòa thì mỗi đội được một điểm). Cuộc đua đầu tiên là nữ đấu với nữ, cuộc đua thứ hai là nam với nam, thứ ba là nữ với nữ và cuộc đua cuối là nam với nam. Nếu sau bốn cuộc đối đầu, cả hai đội bằng điểm thì sẽ tính tới thời gian của một vận động viên nam và một vận động viên nữ của mỗi đội. Đội nào có tổng thời gian tốt hơn thì chiến thắng. Nếu trong cùng một cuộc đua cả hai vận động viên đều không thể hoàn thành cuộc đua, ai gần đích hơn sẽ thắng.

## Các đội tham dự
Các đội và vận động viên tham dự:
- Áo
  - Stephanie Brunner
  - Katharina Gallhuber
  - Katharina Liensberger
  - Manuel Feller
  - Michael Matt
  - Marco Schwarz
- Canada
  - Candace Crawford
  - Erin Mielzynski
  - Laurence St. Germain
  - Phil Brown
  - Trevor Philp
  - Erik Read
- Cộng hòa Séc
  - Gabriela Capová
  - Martina Dubovská
  - Kateřina Pauláthová
  - Ondřej Berndt
  - Filip Forejtek
  - Jan Zabystřan
- Pháp
  - Adeline Baud Mugnier
  - Nastasia Noens
  - Tessa Worley
  - Julien Lizeroux
  - Clément Noël
  - Alexis Pinturault
- Đức
  - Lena Dürr
  - Marina Wallner
  - Fritz Dopfer
  - Alexander Schmid
  - Linus Straßer
- Anh Quốc
  - Charlotte Guest
  - Alexandra Tilley
  - Dave Ryding
  - Laurie Taylor
- Hungary
  - Szonja Hozmann
  - Mariann Mimi Maróty
  - Márton Kékesi
  - Dalibor Šamšal
- Ý
  - Federica Brignone
  - Chiara Costazza
  - Irene Curtoni
  - Stefano Gross
  - Riccardo Tonetti
  - Alex Vinatzer
- Na Uy
  - Nina Haver-Løseth
  - Kristin Lysdahl
  - Maren Skjøld
  - Sebastian Foss-Solevåg
  - Leif Kristian Nestvold-Haugen
  - Jonathan Nordbotten
- Vận động viên Olympic từ Nga
  - Anastasiia Silanteva
  - Ekaterina Tkachenko
  - Aleksandr Khoroshilov
  - Ivan Kuznetsov
- Slovakia
  - Soňa Moravčíková
  - Veronika Velez-Zuzulová
  - Petra Vlhová
  - Matej Falat
  - Adam Žampa
  - Andreas Žampa
- Slovenia
  - Ana Bucik
  - Maruša Ferk
  - Tina Robnik
  - Štefan Hadalin
  - Žan Kranjec
- Hàn Quốc
  - Gim So-hui
  - Kang Young-seo
  - Jung Dong-hyun
  - Kim Dong-woo
- Thụy Điển
  - Frida Hansdotter
  - Anna Swenn-Larsson
  - Emelie Wikström
  - Mattias Hargin
  - Kristoffer Jakobsen
  - André Myhrer
- Thụy Sĩ
  - Denise Feierabend
  - Wendy Holdener
  - Luca Aerni
  - Daniel Yule
  - Ramon Zenhäusern
- Hoa Kỳ
  - Patricia Mangan
  - Megan McJames
  - Alice Merryweather
  - David Chodounsky
  - Mark Engel
  - Nolan Kasper

## Kết quả
Cuộc đua bắt đầu lúc 11:00.

### Các trận đấu
|  | Vòng 16                      | Vòng 16   |          |    | Tứ kết        | Tứ kết        |  |  | Bán kết | Bán kết |  |  | Chung kết | Chung kết |
|  |                              |           |          |    |               |               |  |  |         |         |  |  |           |           |
|  |                              |           |          |    |               |               |  |  |         |         |  |  |           |           |
|  |                              |           |          |    |               |               |  |  |         |         |  |  |           |           |
|  | Áo                           | 4         |          |    |               |               |  |  |         |         |  |  |           |           |
|  | Áo                           | 4         |          |    |               |               |  |  |         |         |  |  |           |           |
|  | Hàn Quốc                     | 0         |          |    |               |               |  |  |         |         |  |  |           |           |
|  | Hàn Quốc                     | 0         | Áo       | 4  |               |               |  |  |         |         |  |  |           |           |
|  |                              |           | Áo       | 4  |               |               |  |  |         |         |  |  |           |           |
|  |                              | Thụy Điển | 0        |    |               |               |  |  |         |         |  |  |           |           |
|  | Thụy Điển                    | Thụy Điển | 0        | 3  |               |               |  |  |         |         |  |  |           |           |
|  | Thụy Điển                    |           |          | 3  |               |               |  |  |         |         |  |  |           |           |
|  | Slovenia                     | 1         |          |    |               |               |  |  |         |         |  |  |           |           |
|  | Slovenia                     | 1         | Áo       | 3  |               |               |  |  |         |         |  |  |           |           |
|  |                              |           | Áo       | 3  |               |               |  |  |         |         |  |  |           |           |
|  |                              | Na Uy     | 1        |    |               |               |  |  |         |         |  |  |           |           |
|  | Hoa Kỳ                       | Na Uy     | 1        | 2  |               |               |  |  |         |         |  |  |           |           |
|  | Hoa Kỳ                       |           |          | 2  |               |               |  |  |         |         |  |  |           |           |
|  | Anh Quốc                     | 2*        |          |    |               |               |  |  |         |         |  |  |           |           |
|  | Anh Quốc                     | 2*        | Anh Quốc | 2  |               |               |  |  |         |         |  |  |           |           |
|  |                              |           | Anh Quốc | 2  |               |               |  |  |         |         |  |  |           |           |
|  |                              | Na Uy     | 2*       |    |               |               |  |  |         |         |  |  |           |           |
|  | Na Uy                        | Na Uy     | 2*       | 4  |               |               |  |  |         |         |  |  |           |           |
|  | Na Uy                        |           |          | 4  |               |               |  |  |         |         |  |  |           |           |
|  | Vận động viên Olympic từ Nga | 0         |          |    |               |               |  |  |         |         |  |  |           |           |
|  | Vận động viên Olympic từ Nga | 0         | Áo       | 1  |               |               |  |  |         |         |  |  |           |           |
|  |                              |           | Áo       | 1  |               |               |  |  |         |         |  |  |           |           |
|  |                              | Thụy Sĩ   | 3        |    |               |               |  |  |         |         |  |  |           |           |
|  | Ý                            | Thụy Sĩ   | 3        | 3  |               |               |  |  |         |         |  |  |           |           |
|  | Ý                            |           |          | 3  |               |               |  |  |         |         |  |  |           |           |
|  | Cộng hòa Séc                 | 1         |          |    |               |               |  |  |         |         |  |  |           |           |
|  | Cộng hòa Séc                 | 1         | Ý        | 1  |               |               |  |  |         |         |  |  |           |           |
|  |                              |           | Ý        | 1  |               |               |  |  |         |         |  |  |           |           |
|  |                              | Pháp      | 3        |    |               |               |  |  |         |         |  |  |           |           |
|  | Pháp                         | Pháp      | 3        | 2* |               |               |  |  |         |         |  |  |           |           |
|  | Pháp                         |           |          | 2* |               |               |  |  |         |         |  |  |           |           |
|  | Canada                       | 2         |          |    |               |               |  |  |         |         |  |  |           |           |
|  | Canada                       | 2         | Pháp     | 1  |               |               |  |  |         |         |  |  |           |           |
|  |                              |           | Pháp     | 1  |               |               |  |  |         |         |  |  |           |           |
|  |                              | Thụy Sĩ   | 3        |    | Tranh hạng ba | Tranh hạng ba |  |  |         |         |  |  |           |           |
|  | Đức                          | Thụy Sĩ   | 3        | 2* | Tranh hạng ba | Tranh hạng ba |  |  |         |         |  |  |           |           |
|  | Đức                          |           |          | 2* |               |               |  |  |         |         |  |  |           |           |
|  | Slovakia                     | 2         |          |    |               |               |  |  |         |         |  |  |           |           |
|  | Slovakia                     | 2         | Đức      | 2  | Na Uy         | 2*            |  |  |         |         |  |  |           |           |
|  |                              |           | Đức      | 2  | Na Uy         | 2*            |  |  |         |         |  |  |           |           |
|  |                              | Thụy Sĩ   | 2*       |    | Pháp          | 2             |  |  |         |         |  |  |           |           |
|  | Thụy Sĩ                      | Thụy Sĩ   | 2*       | 4  | Pháp          | 2             |  |  |         |         |  |  |           |           |
|  | Thụy Sĩ                      |           |          | 4  |               |               |  |  |         |         |  |  |           |           |
|  | Hungary                      | 0         |          |    |               |               |  |  |         |         |  |  |           |           |
|  | Hungary                      | 0         |          |    |               |               |  |  |         |         |  |  |           |           |

Chú giải
- Đánh dấu sao là các đội thắng nhờ tổng thời gian của vận động viên nam và nữ tốt nhất.